# Kamptropper
Kamptropper er en fællesbetegnelse for de nationale militærenheder, som deltager i kamphandlinger på landjorden. Generelt omfatter denne gruppe, enheder fra infanteriet, pansertropperne samt eventuelle artillerienheder.
Danske kamptropper gennemgår i flere tilfælde uddannelse og træning på Hærens Kampskole i Oksbøl.

## Danske kamptropper
For nuværende, anno 2010, omfatter danske kamptropper enheder fra:
- Den Kongelige Livgarde i Høvelte og København
- Gardehusarregimentet på Sjælland og Bornholm
- Jydske Dragonregiment i Holstebro

## Struktur

### Infanteribataljon
- En infanteribataljon omfatter et stabskompagni og tre infanterikompagnier (linjekompagnier).
- En motoriseret-infanteribataljon omfatter et stabskompagni og tre motoriserede infanterikompagnier.
- En panser-infanteribataljon omfatter et stabskompagni, to panser infanterikompagnier, en kampvognseskadron og et motoriseret infanterikompagni.

### Panserbataljon
- En panserbataljon omfatter en stabseskadron, tre kampvognseskadroner og et panserinfanterikompagni.
- En opklaringsbataljon omfatter en stabsdeling og to lette opklaringseskadroner (før 2005 en stabsdeling og tre opklaringseskadroner).

| Militær | Spire Denne artikel om militær er en spire som bør udbygges. Du er velkommen til at hjælpe Wikipedia ved at udvide den. |